# Adolph Friedrich Lüders
Adolph Friedrich Lüders, auch Adolf Friedrich Lüders, (* 5. Oktober 1791 in Lundsgaard; † 14. Dezember 1831 in Kiel) war ein deutsch-dänischer Mediziner.

## Leben
Adolph Friedrich Lüders war der Sohn des Justizrats Michael Friedrich Lüders (1758–1837) und dessen Ehefrau Johanna Maria (1760–1846), geborene Hammerich. Adolph Friedrich besuchte ab 1798 die Schule in Tönning und ab 1805 die Schule in Husum, studierte ab 1809 an der Christian-Albrechts-Universität zu Kiel und ab 1811 an der Universität zu Berlin Medizin, wurde 1812 in Kiel promoviert und bildete sich 1812/1813 in Kopenhagen medizinisch weiter.
Anschließend wirkte er ab 1814 als königlich dänischer Physikus in Eckernförde. Im November 1824 wurde er ordentlicher Professor der Medizin in Kiel und Direktor des akademischen Krankenhauses. Im Jahr 1829 wurde er als ordentliches Mitglied in das 1804 errichtete Schleswig-Holsteinische Sanitätskollegium und 1831 als Mitglied in die Königlich Schleswig-Holstein-Lauenburgische Centralcommission wegen der Cholera aufgenommen.
Adolph Friedrich Lüders war Mitglied der königlich dänischen medizinischen Gesellschaft in Kopenhagen und wurde am 28. November 1824 unter der Präsidentschaft von Christian Gottfried Daniel Nees von Esenbeck mit dem akademischen Beinamen Pauli unter der Matrikel-Nr. 1288 als Mitglied in die Kaiserliche Leopoldino-Carolinische Akademie der Naturforscher aufgenommen.
Er war seit 1814 mit Elise Benedicte († 1828), geborene Ritter, einer Kaufmannstochter aus Flensburg, verheiratet. Das Ehepaar hatte acht Kinder.
Eine von Johann Friedrich Fritz 1832 erstellte Lithographie mit dem Bildnis von Adolph Friedrich Lüders wird unter der Inventarnummer P4-L-25 in der Landesgeschichtlichen Sammlung der Schleswig-Holsteinischen Landesbibliothek in Kiel aufbewahrt.

## Schriften
- Versuch einer kritischen Geschichte der bei Vaccinirten beobachteten Menschenblattern, nebst Untersuchungen über die Natur, die Ursachen und die Verhütung dieser Krankheit. Hammerich, Altona 1824 (Digitalisat)
- Ein Wort an die Theilnehmer der Klinik beim Beginne derselben im Januar 1825. Hammerich, Altona 1825 (Digitalisat)
- Vacciolarum nativarum historia cuncta, quae de hoc morbo hucusque innotuerunt continens. Programma quo Facultatis Medicae Kiliensis Decanatum Susceptum. Mohr, Kiliae 1826 (Digitalisat)
- Ueber das intermittirende Wundfieber, seine Symptome, Ursachen und Behandlung. Perthes & Besser, Hamburg 1831 (Digitalisat)
- Über den gegenwärtigen Gesundheitszustand der Herzogthümer zunächst in Beziehung auf die asiatische Cholera. In: Königliche Schleswig-Holstein-Lauenburgische Centralcommission wegen der Cholera (Hrsg.): Beobachtungen und Erfahrungen der Rigaer Aerzte über die Natur und Behandlung der asiatischen Cholera. Universitäts-Buchhandlung, Kiel 1831 (Digitalisat)